# Led Zeppelin III
Led Zeppelin III je třetí studiové album anglické rockové skupiny Led Zeppelin vydané v roce 1970.
Oproti prvním dvěma albům se skupina čím dál více vzdaluje eklektickému blues rocku a pokračuje v prohlubování svého stylu. Na první poslech je zde patrná inspirace anglickým folkem, obzvláště v předělávce staroanglické písně Gallows Pole. Přesto album obsahuje typické „vypalovačky“ a dnes již legendární skladby.
Již úvodní Immigrant song uvozená šíleným vytím zpěváka a smrtící kytarovou linkou dává tušit, že pánové Page, Plant, Bonham a Jones mají stále co říct. Dalším velkým hitem je dlouhá Since I've Been Loving You, která je jakousi ódou na fyzickou lásku, protkána typickým vzdycháním a toužebnými vzlyky Roberta Planta. Důkazem, že kapela zvládá nejen hlasité a tvrdé písně, budiž krásná akustická balada That's the way, která od vydání tohoto alba nechyběla téměř na žádném koncertě „zeppelinů“. Nutno dodat, že i přes obrovský úspěch, které kapele přineslo následující album IV, které zastínilo vše co mu předcházelo, zapsalo se album III do historie rockové hudby zlatým písmem.
První dvě alba Led Zeppelin stály na poctivém tvrdém blues a rockových riffech, třetí LP ukazuje směřování skupiny i do jiných hudebních oblastí. Aniž by zcela zanevřeli na onen syrový rock, „trojka“ je z velké části folková, založená na akustických rytmech, které jejich hudbě dodaly novou hloubku. Hard-rockové skladby tu jsou nejen v menšině, ani jejich zvuk už není tak přímočarý jako předtím. Platí to jak o odvázané "Immigrant Song", které dominuje Plantovo ječení, tak o "Celebration Day" nebo o "Out on the Tiles". Nalezneme zde také klasické blues v podobě písně "Since I've Been Loving You". Jádro celé desky však tvoří písně inspirované britským folkem ("Bron-Y-Aur Stomp", "That's the Way", "Tangerine"), "Gallows Pole" a "Hats Off To (Roy) Harper" jsou přímo navíc předělávky tradičních folkových písniček.

## Seznam skladeb
| Pořadí | Název                      | Autor                        | Délka |
| ------ | -------------------------- | ---------------------------- | ----- |
| 1.     | Immigrant Song             | Jimmy Page, Robert Plant     | 2:25  |
| 2.     | Friends                    | Page, Plant                  | 3:54  |
| 3.     | Celebration Day            | John Paul Jones, Page, Plant | 3:29  |
| 4.     | Since I've Been Loving You | Page, Plant, Jones           | 7:23  |
| 5.     | Out on the Tiles           | John Bonham, Page, Plant     | 4:08  |
| 6.     | Gallows Pole               | Page, Plant                  | 4:58  |
| 7.     | Tangerine                  | Page                         | 3:12  |
| 8.     | That's the Way             | Page, Plant                  | 5:39  |
| 9.     | Bron-Y-Aur Stomp           | Page, Plant, Jones           | 4:18  |
| 10.    | Hats Off to (Roy) Harper   | lidová                       | 3:42  |

## Sestava
- Jimmy Page – akustická kytara, elektrická kytara, steel kytara, doprovodný zpěv, banjo, dulcimer, mandolína, produkce
- Robert Plant – zpěv, harmonika
- John Paul Jones – baskytara, varhany, syntezátor, mandolína, doprovodný zpěv
- John Bonham – bicí, perkuse, doprovodný zpěv